# Matthias-Claudius-Kirche (Berlin)

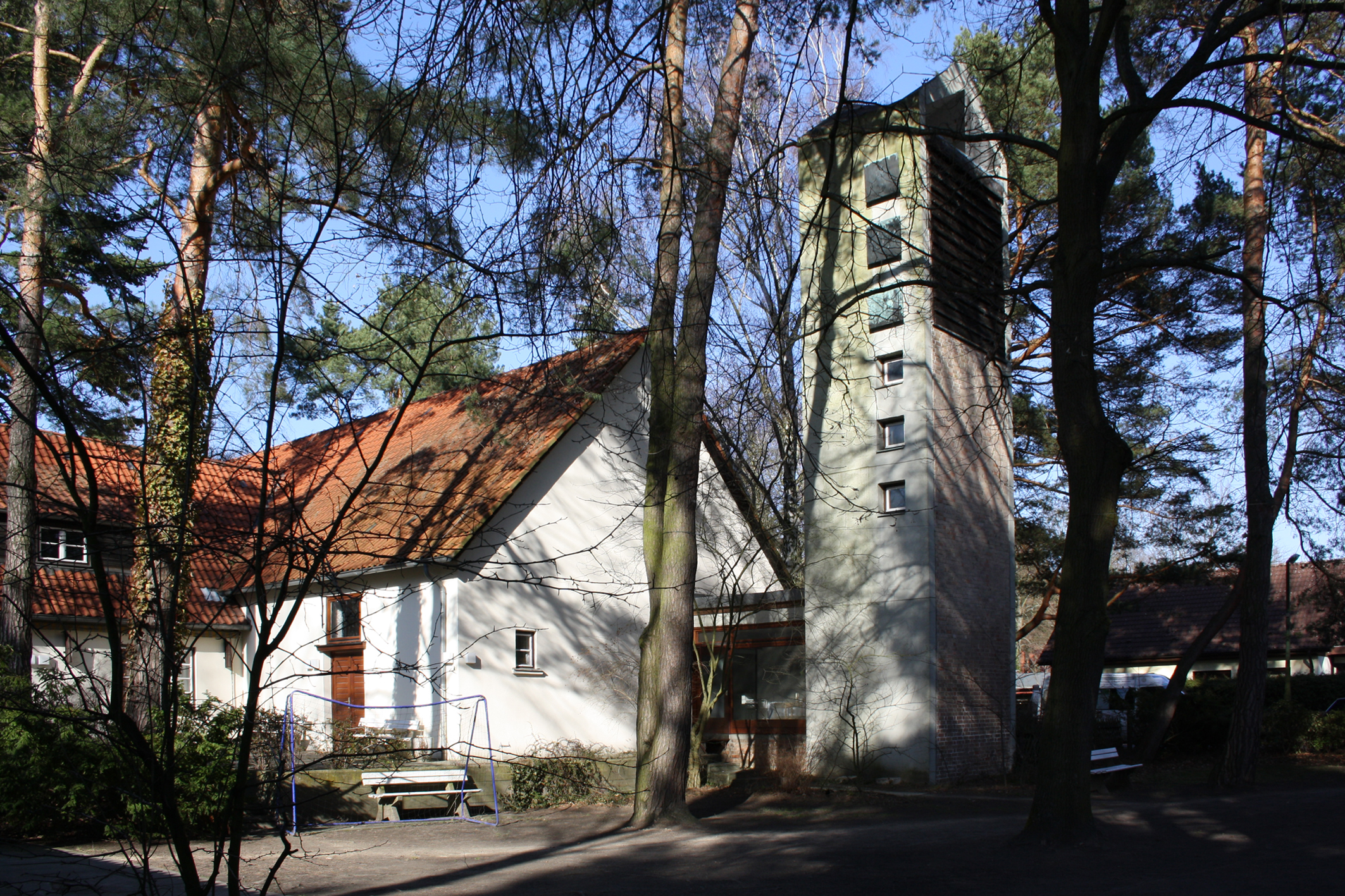
Matthias-Claudius-Kirche

Die evangelische Matthias-Claudius-Kirche in der Schulzendorfer Straße 19–21 im Berliner Ortsteil Heiligensee des Bezirks Reinickendorf entstand nach einem Entwurf von Jürgen Bachmann und wurde am 2. Oktober 1938 eingeweiht.

## Geschichte
Die Verbesserung der Infrastruktur zwischen Heiligensee und Tegel durch die Straßenbahn und zwischen Heiligensee und Berlin durch die Bahnhöfe Schulzendorf und Heiligensee führte zu vielen Neubauten, insbesondere zwischen den Bahnhöfen und dem Angerdorf Heiligensee. Die Zahl der neu Hinzugezogenen machte neben der Dorfkirche Heiligensee ein neues Versammlungsgebäude erforderlich. So wurde in der Schulzendorfer Straße ein Gemeindezentrum errichtet. Die sich dort bildende Kirchengemeinde löste sich am 1. April 1957 von der Dorfkirchengemeinde und war seitdem selbständig.

## Baubeschreibung
Die einfache Saalkirche ist ein Mauerwerksbau, der über dem Sockel verputzt ist.

### Kirchengebäude
Das Langhaus ist mit einem Satteldach bedeckt. An der Stirnseite befindet sich das Portal. Die Spitze des darüber liegenden Giebels ist mit Brettern verkleidet, an ihr prangt ein Kreuz. Seitlich zurückgesetzt befindet sich ein Baukörper, in dem Gemeinderäume und Büros untergebracht sind. Der Gebäudekomplex wurde 1964 von Wolfgang Pingel ergänzt. Das Kirchenschiff erhielt einen Anbau für die Sakristei.
Die Flachdecke des Kirchenraums ist in der Mitte höher als an den Längsseiten, wodurch sich ein basilikaler Eindruck ergibt. Der Chor hat einen rechteckigen Grundriss und ist eingezogen. Ihm gegenüber befindet sich eine Empore.

### Glockenturm
Der sich an die Sakristei anschließende Campanile ist ein Stahlbeton-Skelettbau mit einer Ausfachung aus sichtbar belassenen Mauerziegeln. In seiner Glockenstube hängen drei Bronzeglocken, von denen die kleine von 1516 bereits im ehemals straßenseitigen Glockengiebel hing. Die beiden größeren wurden 1964 von der Glockengießerei Petit & Gebr. Edelbrock in Gescher gegossen. Sie tragen im Wolm zusätzlich beide die Inschrift MATTHIAS CLAUDIUS – GEMEINDE, BERLIN-HEILIGENSEE.
| Glocke | Gießjahr | Schlagton | 0Gewicht0 | Durchmesser | 0Höhe0 | Inschrift |
| ------ | -------- | --------- | --------- | ----------- | ------ | --- |
| 1      | 1964     | gis'      | 572 kg    | 970 mm      | 790 mm | + EIN HERR, EIN GLAUBE, EINE TAUFE, EIN GOTT UND VATER ALLER, DER DA IST ÜBER ALLEN UND IN ALLEN. EPHESER 4.5.6. |
| 2      | 1964     | h'        | 324 kg    | 800 mm      | 650 mm | GOTT, LASS UNS DEIN HEIL SCHAUEN.                                                                                |
| 3      | 1518     | es″       | 150 kg    | 660 mm      | 630 mm | ANNO DOMINI MCCCCCXVII.                                                                                          |